# Roni
DJ Roni（ディージェー・ロニ、1973年2月27日 - ）は、長野県小諸市出身の女性DJ、ラジオパーソナリティである。
サンディ所属（キャスティング契約）。

## 来歴・人物
- 長野県岩村田高等学校、目白学園女子短期大学英語英文科卒業。
- 愛称はかつては「おにく」であったが、「K-mix RADIOKIDS」を担当してからはリスナーから「ロニ姐」「ろにんちょ」等と呼ばれている。
- 2019年のラグビー・ワールドカップ（W杯）を盛り上げる「Shizu5（シズファイブ）」を開催都市特別サポーターに委嘱した。
- 2022年1月9日の静岡市消防出初式で、静岡市消防団・駿河はしご隊の一員として梯子乗りを披露。NHK静岡のニュースで放送された[1]。

## ラジオ番組
現在
2023年4月現在。
- K-MIX ROOTS RADIO（K-MIX、2023年4月-・月-木曜 19:00-20:30）[2]
- DJ RoniのROUNDABOUT（SBS RADIO、2023年4月-・金曜 13:00-16:00）[3]

過去
- 子安裕樹のミッドナイトSOSO～!（ラジオ日本）
- Miyagi NISSAN It's cool style（Date fm）
- MOZAIKU NIGHT〜No.1 Music Factory〜[4] 月・水曜担当（bayfm、月曜25:30-28:53・水曜26:00-28:53）
- Jump up[5]（bayfm）
- FIRST BREAK（bayfm）
- SURFSIDE FM（bayfm）
- SURFSIDE LOCO-MOTION（bayfm）
- 78 SKIPPERS-MOTION（bayfm）
- 55 CHIPS（FM-FUJI）
- HIPPER'S JAM（FM徳島）
- COOL KOREA
- CLUB KINGDOM（K-MIX）
- sexta feira de～石の蔵から（FM鹿児島）
- DANCE WIRE 25（bayfm）
- 関口和之ののほほんストア[6]（Date fm、日曜18:00-18:30）
- PUNCH UP→MUSIC[7]（FM鹿児島、木曜7:00-7:30）
- レオナルドTOSHUの遊びがNight（NACK5、2009年4月-2012年3月・土曜22:30-23:00）
- スマホの歩き方[8]（JFN21局時差ネット、2012年10月-2015年3月）
- JR CHIBA presents Traveler's Navi[9]（bayfm、2014年9月-11月・日曜11:47-12:00）
- K-mix RADIOKIDS[10]（K-mix、2013年4月-2023年3月・月-木曜15:08-18:55）

## テレビ番組
- 土曜マガジン パロパロ（テレビ静岡）
- 月間百面相 - MC（MXTV）

## テレビCM
- エスエス製薬「イブＡ錠」 - ナレーション
- カゴメ「植物性乳酸菌ラブレ」 - ナレーション
- 本坊酒造「あらわざ 桜島」 - 出演
- ジャンボエンチョー「eポイントカード」- 出演

## ウェブ
- LIVE@FM（NTT西日本電信電話）
- 森永乳業 PARM「PARMOON」[11] - ナビゲーター（YouTube、2011年6月1日-8月31日・平日20:00-、期間限定ミニ番組）
- 森永乳業 PARM「Dayily Premium Calendar[12]」 - エディター